# Xaphan

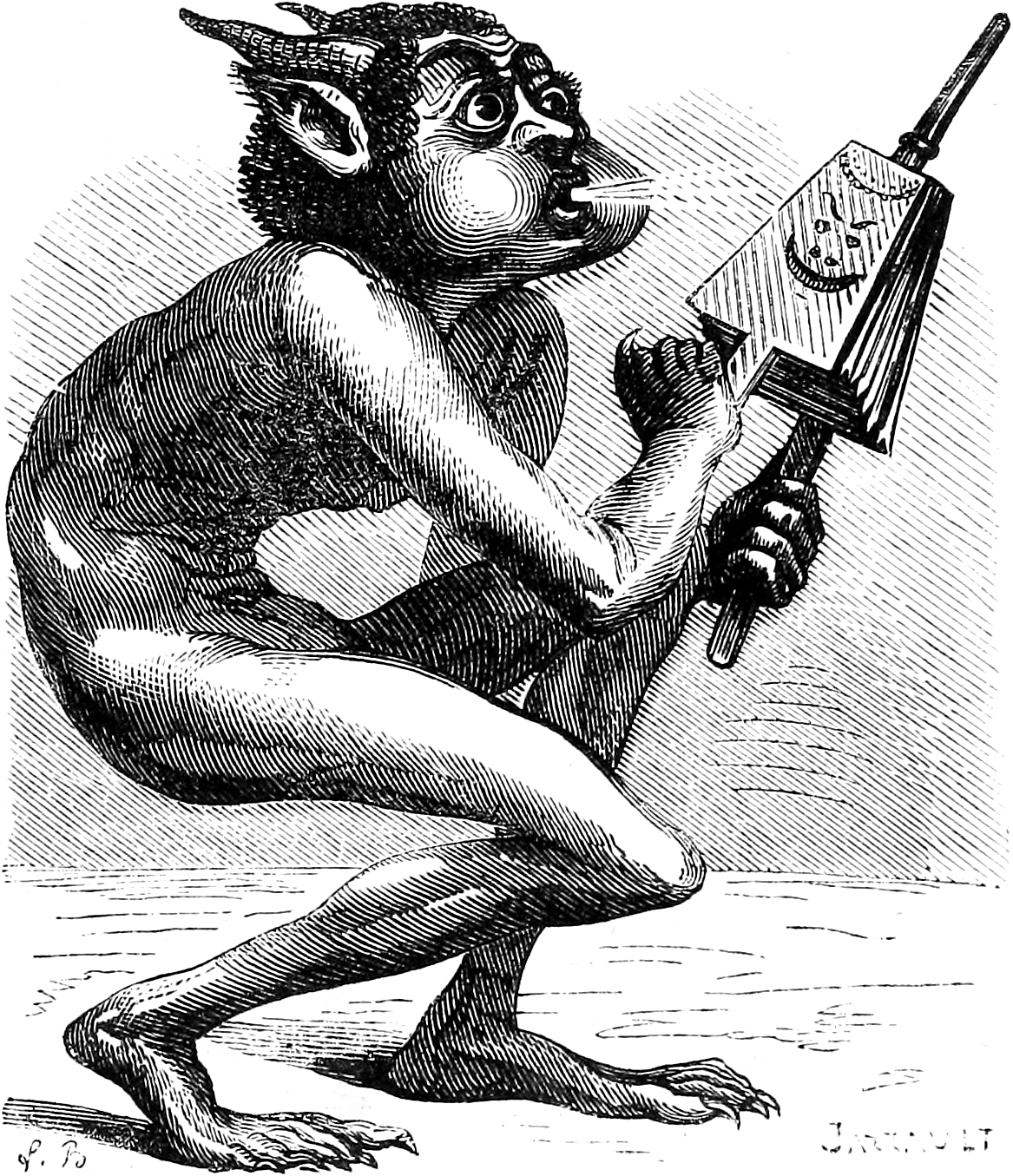
Representação de Xaphan de Collin de Plancy's Dictionnaire infernal

No livro de Collin de Plancy, o Dictionnaire Infernal, Xaphan (conhecido também por Xazam) foi um dos anjos caídos. Ele se rebelou com Satanás e é um demônio do segundo posto. Ele é conhecido por ter uma mente inventiva e surgiu com a ideia de atear fogo ao céu antes que ele e os outros anjos caídos fossem expulsos. Ele tem um fole como um emblema e atiça as chamas do abismo com a boca e as mãos.

## Cultura popular
Xaphan é também o nome de álbum dos Secret Chiefs 3 do grupo de John Zorn, da música Book Two.